# Яйце

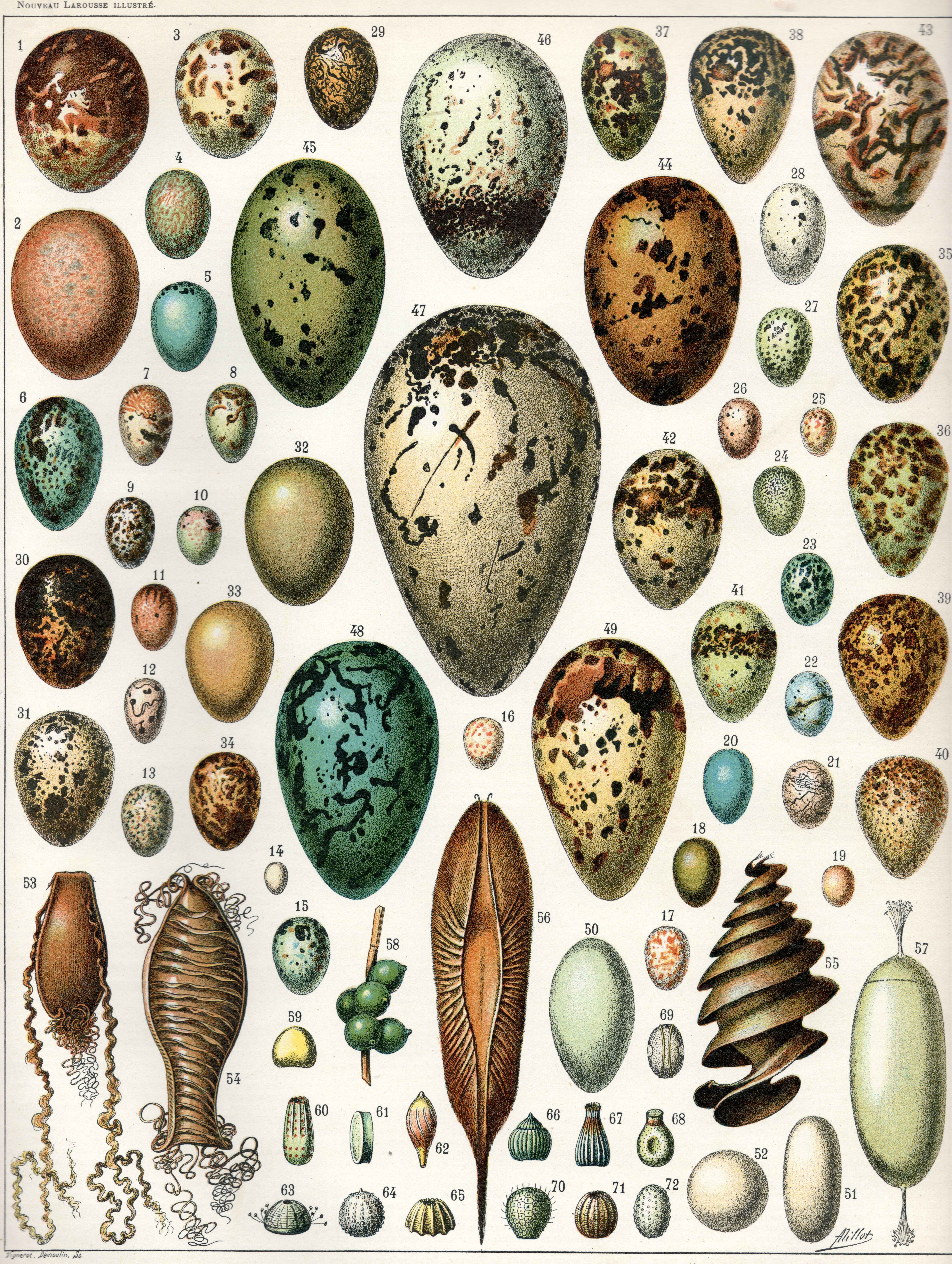
Яйця від різних тварин. На нижніх рядках показано яйця різної риби, рептилій і безхребетних.

Яйце́ — захищена від зовнішнього впливу різними оболонками чи шкаралупою овальної форми сукупність білка і жовтка, з яких утворюється зародок птахів та деяких тварин.

## Загальні дані

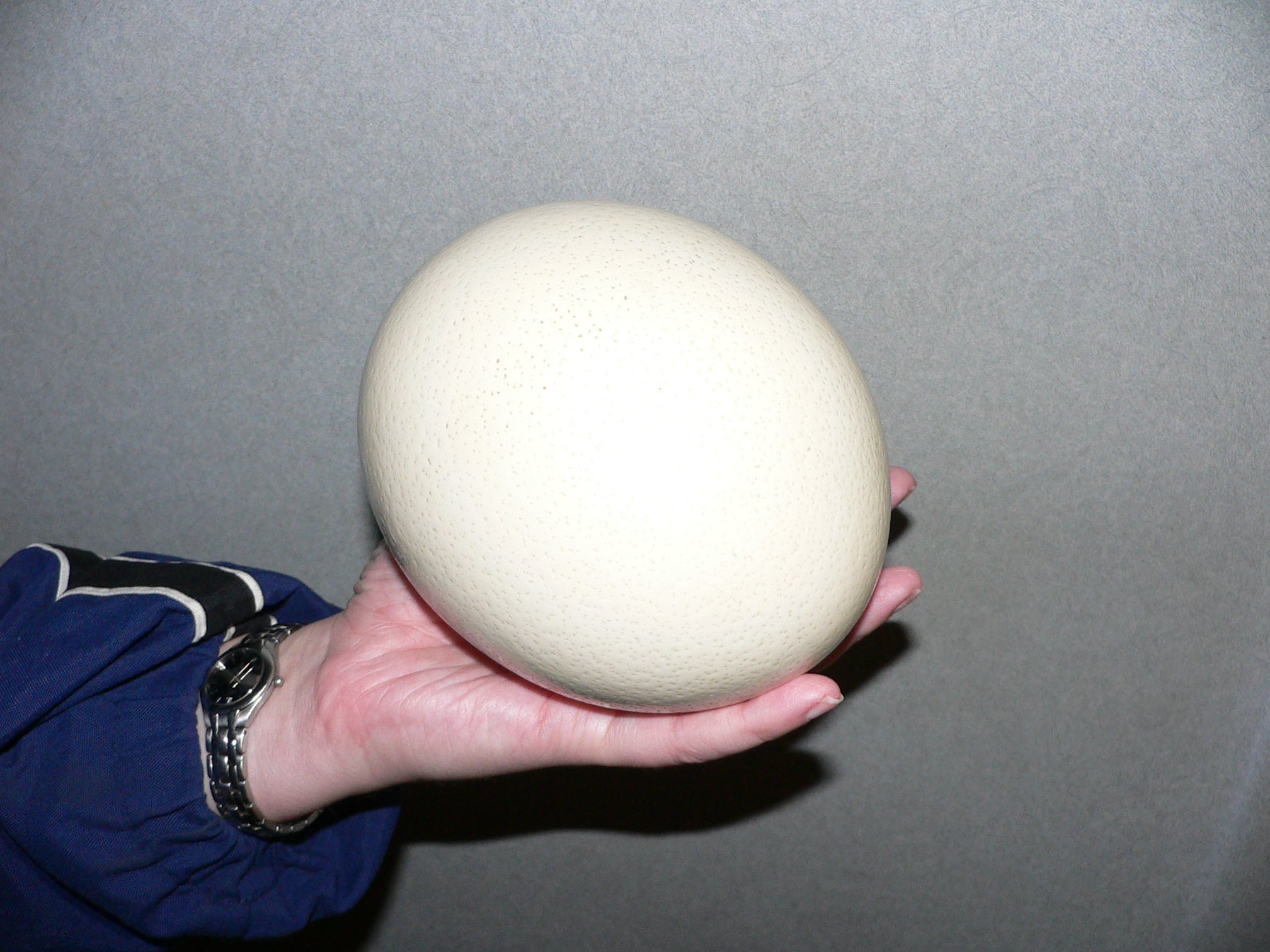
Діаметр яйця африканського страуса може досягати 15-18 см

Яйцям звичайно притаманна кулеподібна або овальна форма, але вони бувають також видовженими, як у комах, міксин або мулової риби. Розміри та інші ознаки яйця залежать від кількості та розподілу в ньому поживної речовини (жовтка), що накопичується у вигляді гранул або, рідше, у вигляді суцільної маси.
Яйця птахів (на відміну від, наприклад, ікри), оточені вапняною шкіркою. Комахам та іншим членистоногим характерні різні стилі та форми яєць: деякі з них желатинові або шкіряні, інші мають жорсткі яєчні шкаралупи. М'які оболонки в основному білкові.

## Класифікація яєць залежно від вмісту в них жовтка

### Гомолецитальні яйця
В гомолецитальних яйцях, що також називають ізолецитальними або оліголецитальними, жовтка дуже мало і він рівномірно розподілений в цитоплазмі. Такі яйця притаманні губкам, кишковопорожнинним, голкошкірим, морським гребінцям, нематодам, покривникам та більшості ссавців.

### Телолицетальні яйця

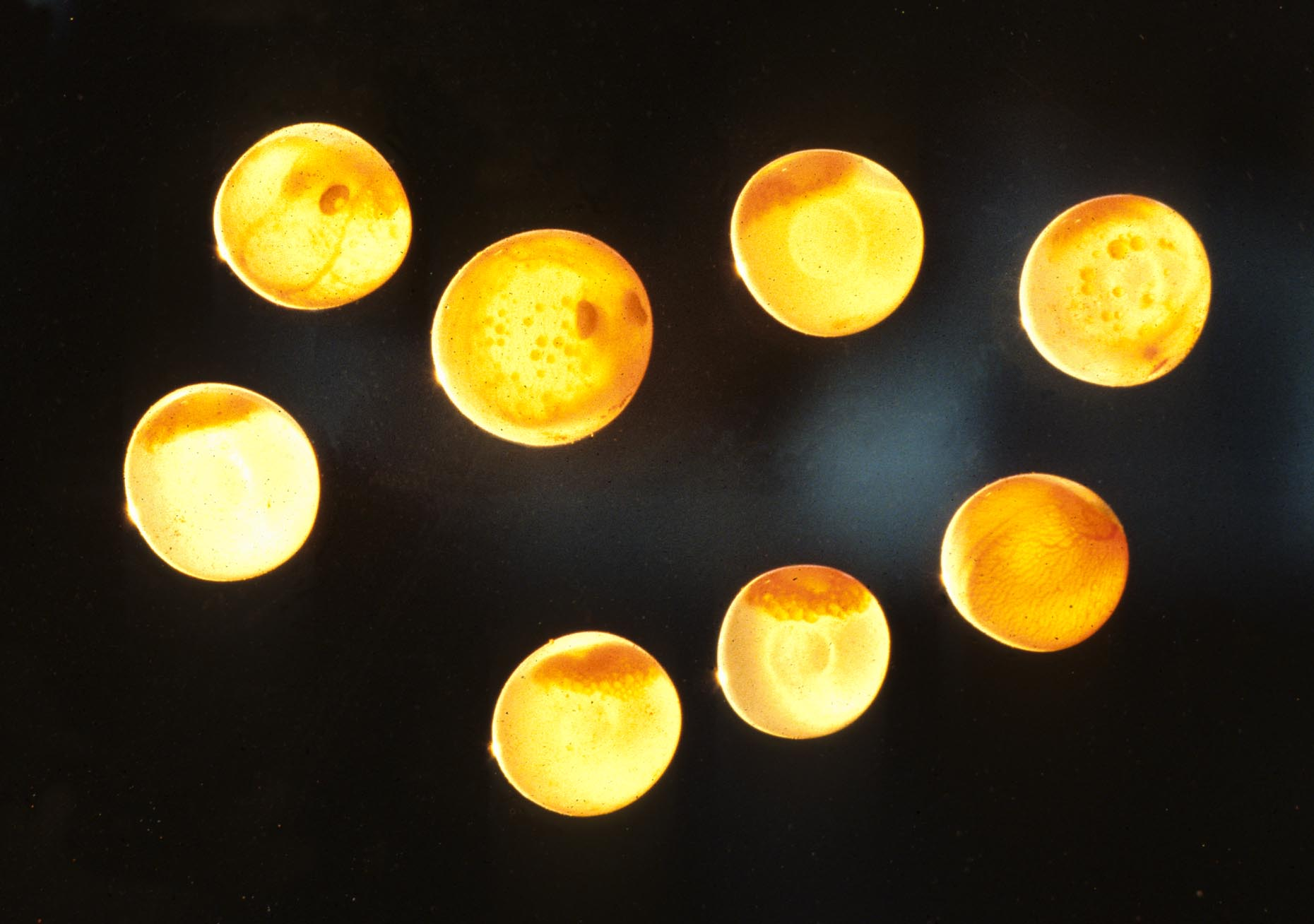
Яйця (ікринки) лосося на різних стадіях розвитку

Телолицетальні яйця вміщують значну кількість жовтка, а цитоплазма сконцентрована в них на одному кінці, що звичайно позначається як анімальний полюс. Протилежний полюс, де сконцентрований жовток, при цьому називають вегетативним. Такі яйця типові для кільчастих червів, головоногих молюсків, безчерепних (ланцетник), риб, земноводних, плазунів, птахів та однопрохідних ссавців (качконіс, єхидна). У них добре виражена анімально-вегетативна вісь, що визначається градієнтом розподілу жовтка; ядро звичайно розташоване ексцентрично; в яйцях, що вміщують пігмент, він також розподіляється за градієнтом, але, на відміну від жовтка, його більше на анімальному полюсі.

### Центролецитальні яйця
У центролецитальних яйцях жовток розташований в центрі, так що цитоплазма зсунута до периферії і дробіння після запліднення поверхневе. Такі яйця типові для деяких кишковопорожнинних та членистоногих.